# Aleksy Sylvius
Aleksy Sylvius, Aleksy Sylwiusz Polonus, także Leśniak (ur. 1 czerwca 1593, zm. ok. 1656) – astronom polski, duchowny katolicki.

## Życiorys
Kształcił się początkowo w Lesznie, a po 1610 rozpoczął naukę w kolegium jezuitów w Kaliszu. W szkole tej około 1613 stał się jednym z najbliższych współpracowników belgijskiego jezuity i astronoma Karola Malaperta, z którym (oraz z Szymonem Peroviusem) prowadził obserwacje plam słonecznych. Do obserwacji tych zastosowano – po raz pierwszy na ziemiach polskich – lunetę.
Sylvius pozostał związany z Malapertem przez kolejne kilkanaście lat. Jeszcze w czasie pobytu w Kaliszu przyjął przypuszczalnie święcenia kapłańskie, ale pozostawał księdzem diecezjalnym, nie wstępując do zakonu jezuitów. Około 1617 Malapert wyjechał do rodzinnego kraju w związku z propozycją objęcia posady wykładowcy matematyki na uniwersytecie w Douai, a Sylvius towarzyszył mu w tej podróży bezpośrednio, ewentualnie wyjechał krótko po swoim mistrzu. W Douai obaj kontynuowali obserwacje astronomiczne. Sylvius zyskał – na skalę europejską – sławę w zakresie mechaniki precyzyjnej, co otworzyło mu w 1630 drogę do nominacji na wykładowcę cesarskiego kolegium jezuitów w Madrycie. Również w Madrycie miał towarzyszyć Malapertowi, którego król Filip IV powołał na katedrę matematyki w tymże kolegium, jednak Belg zmarł w drodze. W ciągu kilku lat (prawdopodobnie ośmiu) pobytu w Hiszpanii Sylvius potwierdził opinię zdolnego konstruktora modeli astronomicznych, budując m.in. tzw. sferę Archimedesa (1634).
W 1638 na około dziesięć lat Sylvius osiadł w klasztorze benedyktyńskim w Anchin koło Douai. Prowadził tam prace nad traktatem z zakresu kalendariografii, a także budował kolejne instrumenty astronomiczne, m.in. planetarium (1642). Zajmował się też poszukiwaniem praktycznych zastosowań fizyki.
Około 1650 powrócił na ziemie polskie. Zapewne przybył do Polski w orszaku kasztelana kaliskiego Jakuba Hieronima Rozdrażewskiego i osiadł w Krotoszynie. W 1651 ogłosił drukiem w Lesznie traktat Lunae circulares periodi, który był jego jedyną opublikowaną pracą. Dołączył do traktatu Rozprawę o kwadraturze koła, w której, z wykorzystaniem zaawansowanej algebry i elementów kombinatoryki, analizował teorię proporcji.
Późniejsze losy Sylviusa nie są znane, zmarł prawdopodobnie około 1656.